# پاگانینی (فیلم ۱۹۸۹)
«پاگانینی» (انگلیسی: Paganini) یک فیلم به کارگردانی کلاوس کینسکی است که در سال ۱۹۸۹ منتشر شد. از بازیگران آن می‌توان به کلاوس کینسکی، دبورا کاپریوگلیو، نیکولای کینسکی، برنار بلیه، و مارسل ماقسو اشاره کرد.